# Pterocactus gonjianii
Pterocactus gonjianii là một loài thực vật có hoa trong họ Cactaceae. Loài này được R.Kiesling miêu tả khoa học đầu tiên năm 1982.

## Hình ảnh

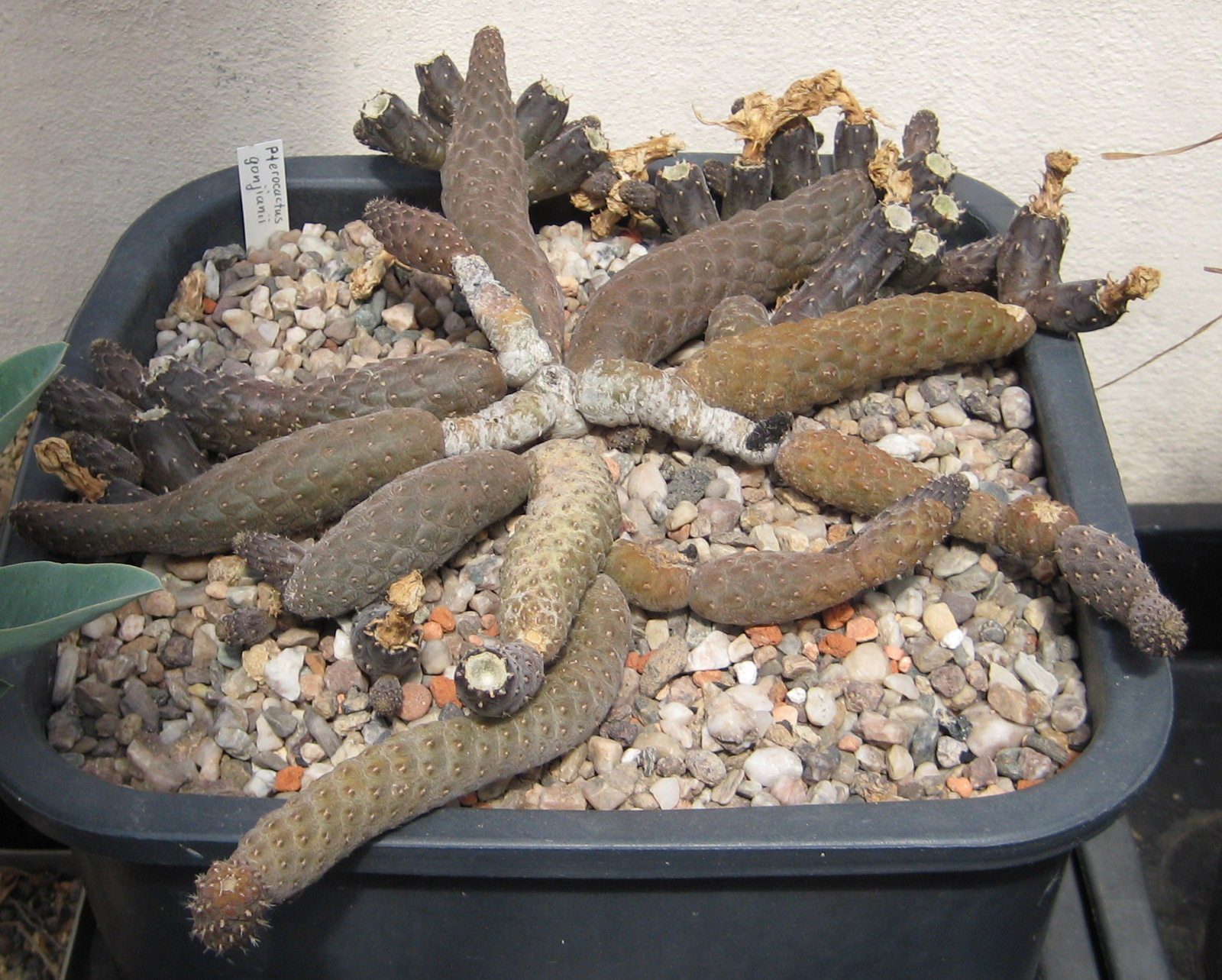